# Kurfürstenstrasse (Berlins tunnelbana)
Tunnelbanestation Kurfürstenstraße är en del av Berlins tunnelbana på linjer U1 och U3.
Stationen ligger lite norr om tunnelbanestation Bülowstrasse och linje U2, som är en parallell linje som också går mellan Nollendorfplatz och Gleisdreieck. 

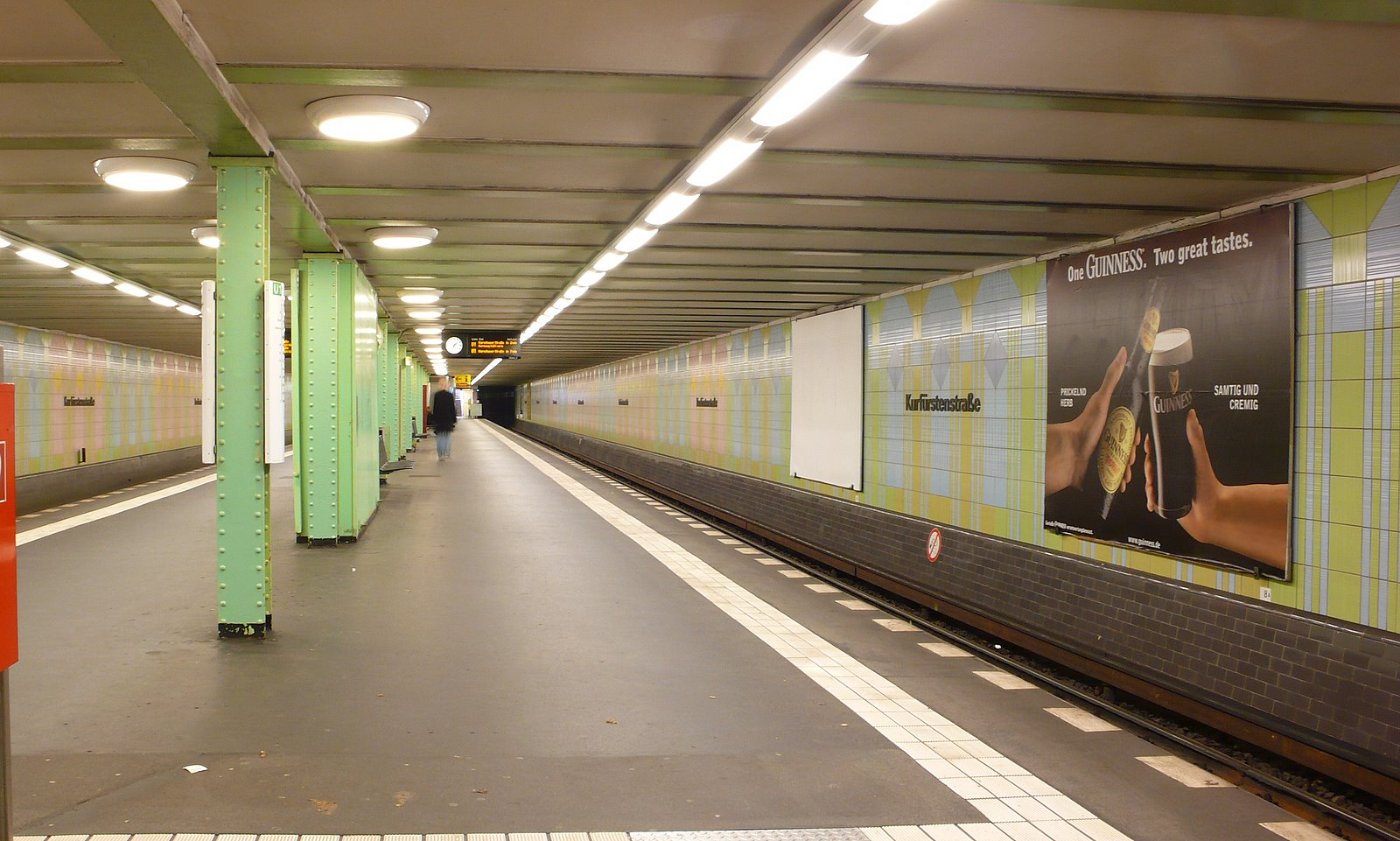
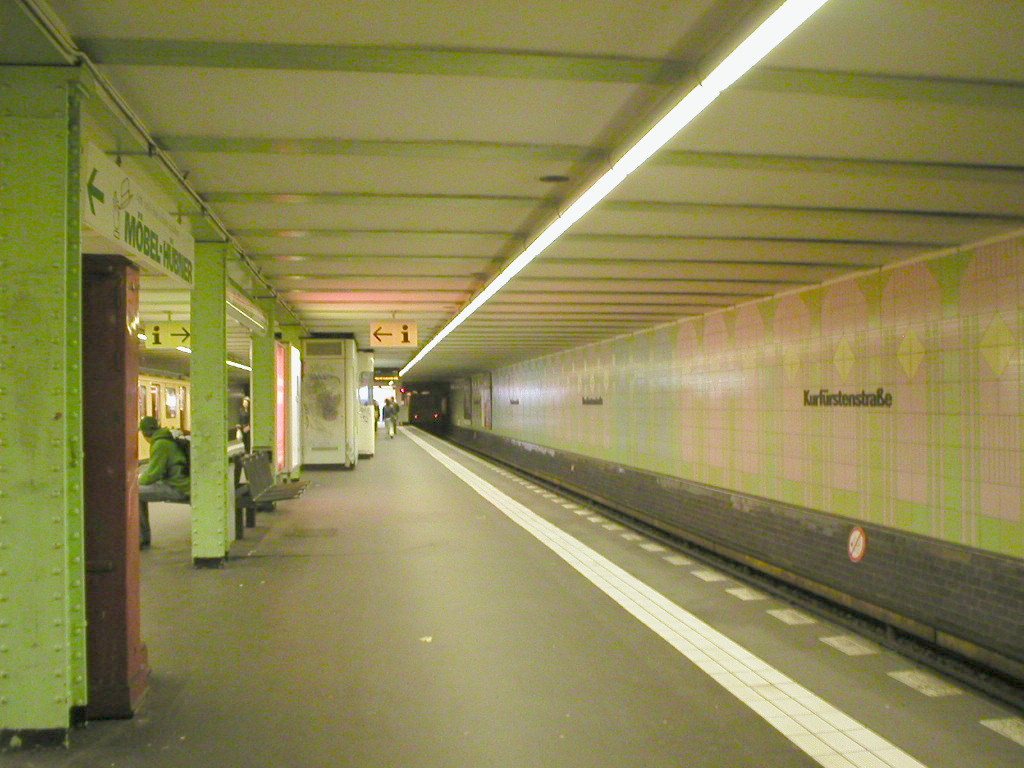
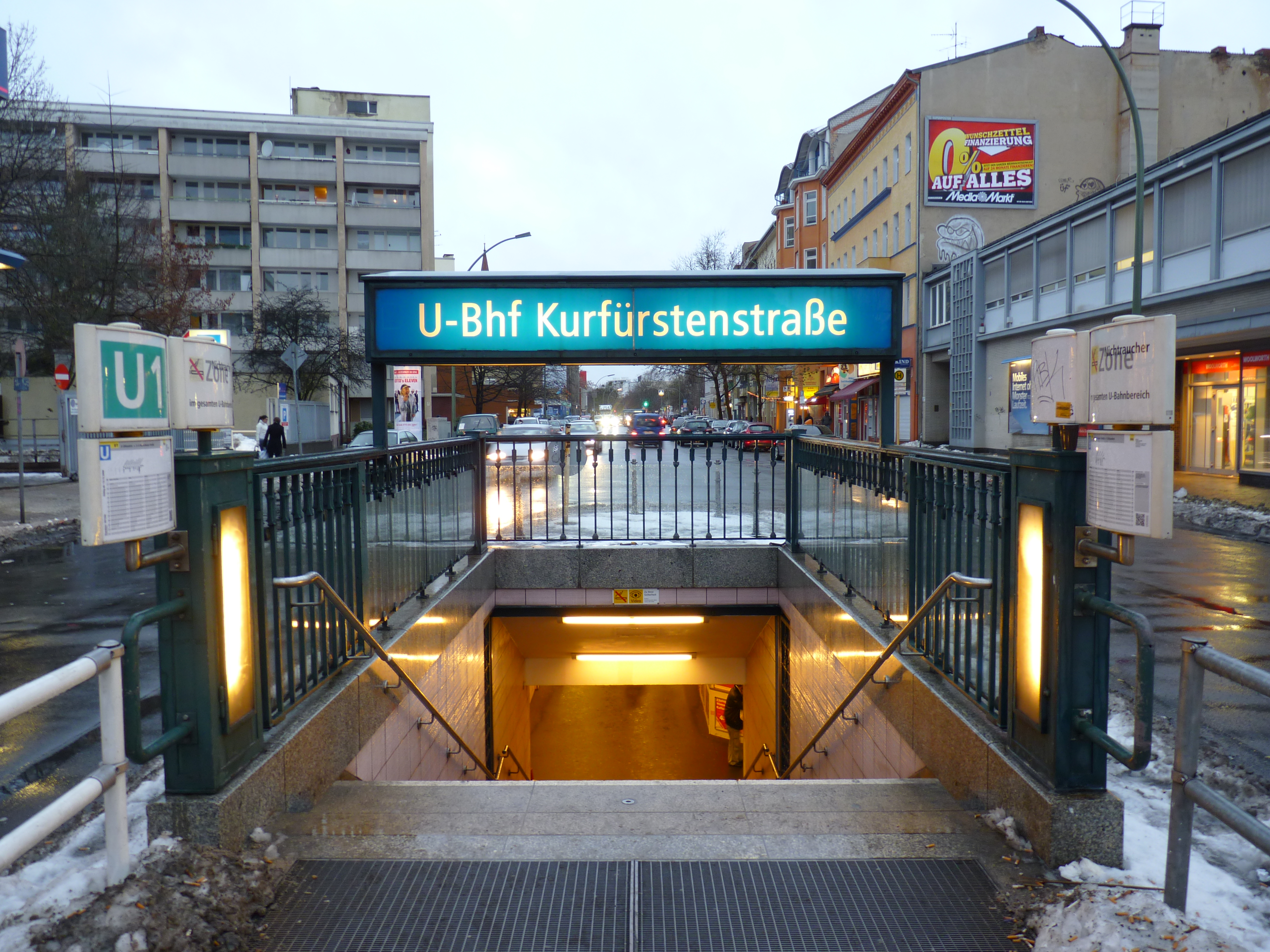
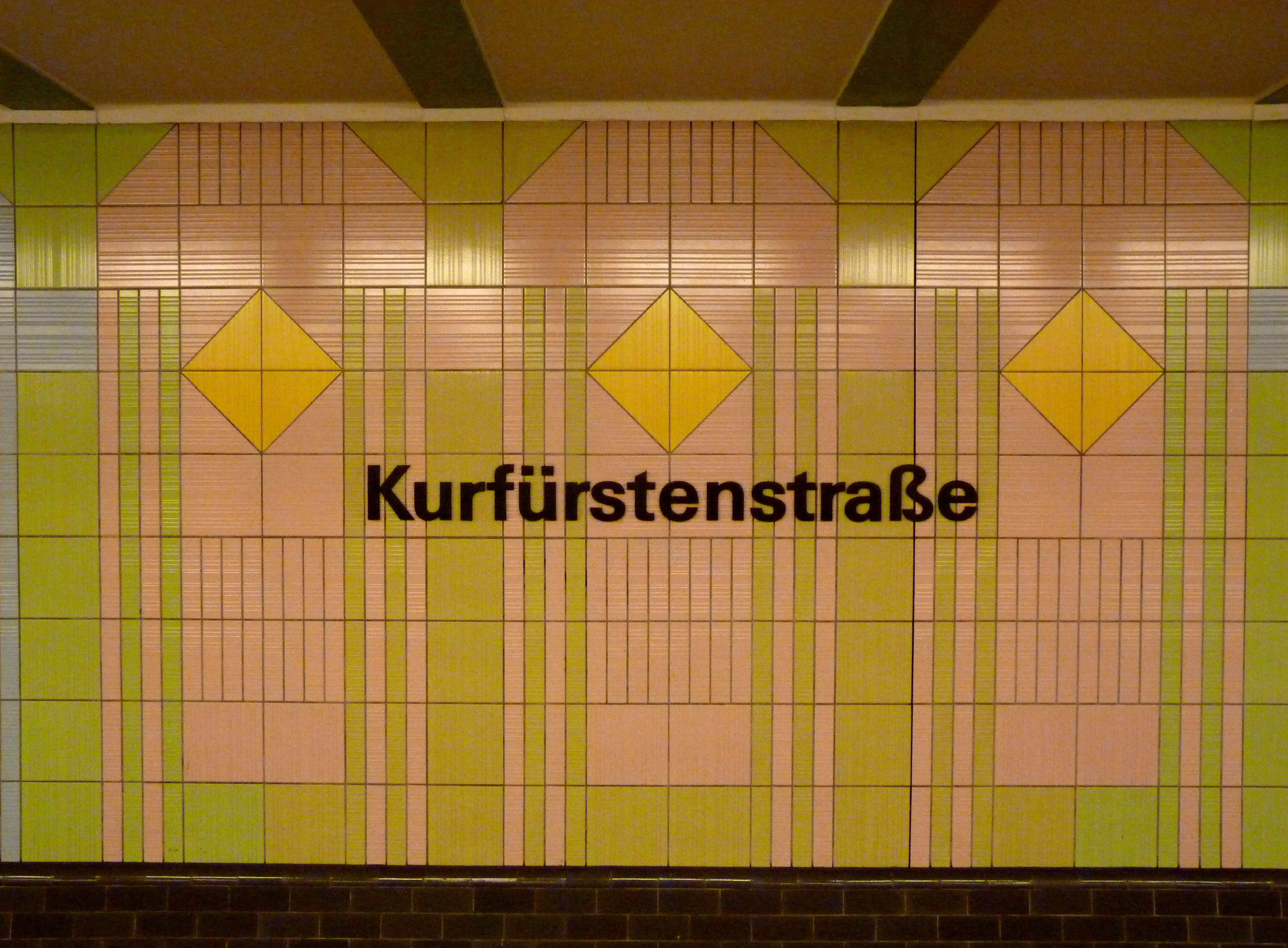